# Lekarty
Lekarty – wieś w Polsce położona w województwie warmińsko-mazurskim, w powiecie nowomiejskim, w gminie Nowe Miasto Lubawskie.
| SIMC    | Nazwa       | Rodzaj    |
| ------- | ----------- | --------- |
| 0847191 | Brzeziny    | część wsi |
| 1045909 | Pod Las     | część wsi |
| 1045996 | Pod Skarlin | część wsi |
| 1046027 | Seperunek   | część wsi |

W latach 1975–1998 miejscowość administracyjnie należała do województwa toruńskiego.

## Historia
W drugiej połowie listopada 1906 r. w miejscowej szkole elementarnej rozpoczął się strajk dzieci przeciwko nauczaniu religii w języku niemieckim, który trwał około dwóch tygodni. Z uczestników strajku znane są nazwiska następujących dzieci: Pieńczewski, Zieliński, Rogoziński. Strajk był elementem znacznie większej akcji biernego oporu wobec pruskich władz szkolnych, która na przełomie 1906 i 1907 r. objęła ponad 460 (!) szkół w prowincji Prusy Zachodnie, czyli przedrozbiorowe Pomorze Gdańskie, Powiśle, ziemię chełmińską i ziemię lubawską oraz część Krajny. Inspiracją dla strajków pomorskich były wcześniejsze działania dzieci w prowincji wielkopolskiej, ze słynnym strajkiem we Wrześni (1901) na czele.

## Urodzeni w Lekartach
- Augustyn Serożyński – polski ziemianin, działacz społeczny, polityk, poseł na Sejm i senator w II RP.
- Ludwik Aleksander Turulski – pułkownik saperów inżynier Wojska Polskiego II Rzeczypospolitej i Polskich Sił Zbrojnych.